# آبشار وست آو فیفتی آپر
آبشار وست آو فیفتی آپر (به انگلیسی: West of Fifty Upper Cascade) آبشاری است که در همیلتون (انتاریو)، کانادا واقع شده و ارتفاع کلی ریزشگاه آن ۹ متر (۳۰ فوت) است.